# マニファキシン
マニファキシン(Manifaxine)は、グラクソ・スミスクラインがブプロピオンの活性代謝物であるラダファキシンの構造修飾によって開発した薬品である。ノルアドレナリン-ドーパミン再取り込み阻害薬として作用する。注意欠陥・多動性障害や肥満の治療に向けた研究が再開され、安全で効果があり、どちらの用途での使用にも耐えることが示されたが、この最初の治験の後は結果の報告がなく、現在の状況は明らかではない。